# Hitler – ostatnie 10 dni
Hitler – ostatnie 10 dni (ang. Hitler: The Last Ten Days, wł. Gli ultimi 10 giorni di Hitler) – włosko-brytyjski dramat wojenny z 1973 roku w reżyserii Ennio De Conciniego. Premiera filmu w NRD odbyła się 20 kwietnia 1973.

## Obsada
- Alec Guinness – Adolf Hitler
- Simon Ward – kapitan Hoffman
- Adolfo Celi – gen. Hans Krebs
- Diane Cilento – Hanna Reitsch
- Gabriele Ferzetti – feldmarszałek Wilhelm Keitel
- Andrew Sachs – Walter Wagner
- Eric Porter – gen. Robert von Greim
- Doris Kunstmann – Eva Braun
- Kenneth Colley – Boldt